# Jun Mayuzuki
Jun Mayuzuki (jap. 眉月 じゅん Mayuzuki Jun; ur. 27 kwietnia 1983) – japońska mangaka, znana przede wszystkim z serii Po deszczu, za którą w 2018 roku otrzymała 63. nagrodę Shōgakukan Manga w kategorii ogólnej.
W 2019 roku rozpoczęła pracę nad nową mangą, zatytułowaną Kowloon Generic Romance, której akcja osadzona jest w Kowloon Walled City w Hongkongu. Według Mayuzuki, pomysł na serię pojawił się jeszcze w czasie, kiedy pracowała nad Po deszczu. Autorka przyznała, że lubi temat Kowloon Walled City i po raz pierwszy dowiedziała się o nim z gry komputerowej Kowloon’s Gate, kiedy była młoda.

## Twórczość
- Iromon! (jap. いろもん!) (2013–2014)
- Po deszczu (jap. 恋は雨上がりのように Koi wa ameagari no yō ni) (2014–2018)[3]
- Kowloon Generic Romance (jap. 九龍ジェネリックロマンス Kūron jenerikku romansu) (od 2019)[4]